# Roberto Citran
Roberto Citran (Padova, 26 gennaio 1955) è un attore italiano.

## Biografia
Intraprende la carriera teatrale nel 1978 nella sua città e sempre nello stesso anno comincia a collaborare col Cineclub dell'Università "Cinema 1" con Carlo Mazzacurati e Enzo Monteleone. Nel 1983 insieme a Vasco Mirandola dà vita al duo comico Punto & Virgola e tra il 1984 e il 1989 la coppia è ospite fissa di molte trasmissioni televisive: da Maurizio Costanzo, a Fabio Fazio, a Renzo Arbore. Nel 1986 debutta nella fiction con Parole e baci (regia delle sorelle Izzo) dove incontra Ricky Tognazzi che lo vorrà poi nel cast di Piccoli equivoci, per cui ottiene la sua prima candidatura ai David di Donatello.
Il suo primo ruolo da protagonista è nel film Il prete bello di Carlo Mazzacurati (1989), per questa interpretazione è candidato al Nastro d'argento. Sempre nel 1989 partecipa anche a Corsa di primavera e Io, Peter Pan. Nel 1994 riceve la Coppa Volpi al festival di Venezia come miglior attore non protagonista per il film Il toro, sempre di Carlo Mazzacurati.
Nel 2002 partecipa al film Due amici e nel 2010 a Scontro di civiltà per un ascensore a Piazza Vittorio. Nel 2021 partecipa al film televisivo Chiara Lubich - L'amore vince tutto. Alterna cinema e teatro lavorando con i più importanti registi italiani e stranieri. Lo si ricorda accanto a Ewan McGregor in Nora (regia di Pat Murphy), Il mandolino del capitano Corelli, con Nicolas Cage (regia di John Madden), Storie di Moab (regia di Peter Greenaway).

### Vita privata
È sposato con Antonella e ha due figli: Michele e Margherita.

## Filmografia

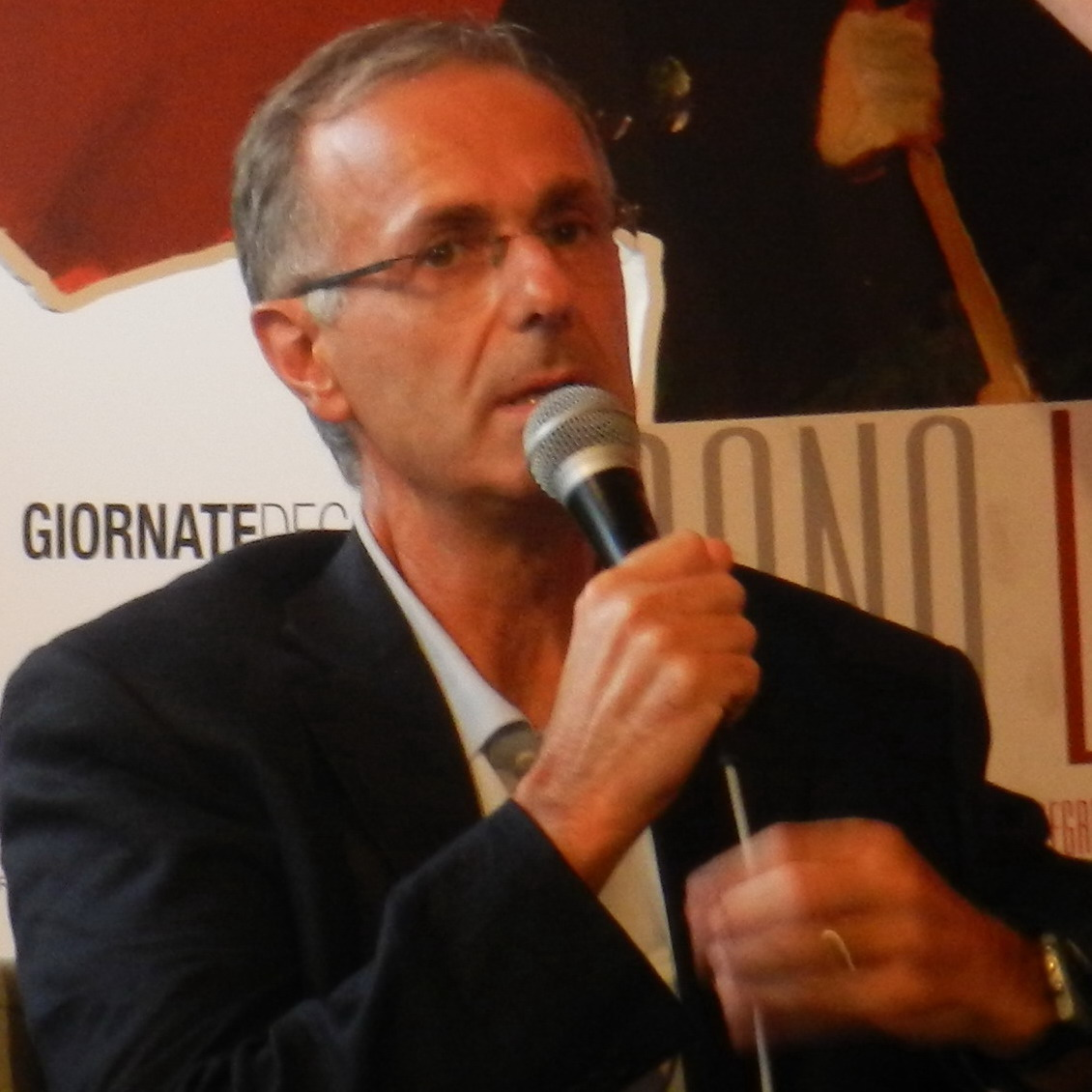
Roberto Citran alla presentazione del film Io sono Li alla 68ª Mostra internazionale d'arte cinematografica di Venezia (2011)

### Attore

#### Cinema
- Parole e baci, regia di Rossella e Simona Izzo (1986)
- Il mistero del panino assassino, regia di Giancarlo Soldi (1987)
- Notte italiana, regia di Carlo Mazzacurati (1987)
- Piccoli equivoci, regia di Ricky Tognazzi (1989)
- Io, Peter Pan, regia di Enzo De Caro (1989)
- Corsa di primavera, regia di Giacomo Campiotti (1989)
- Il prete bello, regia di Carlo Mazzacurati (1989)
- Chiedi la luna, regia di Giuseppe Piccioni (1991)
- Condominio, regia di Felice Farina (1991)
- Quattro figli unici, regia di Fulvio Wetzl (1992)
- Ambrogio, regia di Wilma Labate (1992)
- Per non dimenticare, regia di Massimo Martelli (1992)
- I divertimenti della vita privata, regia di Cristina Comencini (1992)
- Anime fiammeggianti, regia di Davide Ferrario (1994)
- Il toro, regia di Carlo Mazzacurati (1994)
- Agosto, regia di Massimo Spano (1994)
- Il cielo è sempre più blu, regia di Antonello Grimaldi (1995)
- Poliziotti, regia di Giulio Base (1995)
- Caramelle, regia di Cinzia TH Torrini (1995)
- Cervellini fritti impanati, regia di Maurizio Zaccaro (1996)
- Marciando nel buio, regia di Massimo Spano (1996)
- Italiani, regia di Maurizio Ponzi (1996)
- Vesna va veloce, regia di Carlo Mazzacurati (1996)
- La terza luna, regia di Matteo Ballinelli (1997)
- La classe non è acqua, regia di Cecilia Calvi (1997)
- Le acrobate, regia di Silvio Soldini (1997)
- La tregua, regia di Francesco Rosi (1997)
- Avere o leggere?, regia di Carlo Sarti (1998)
- Rose, regia di Luigi Abramo e Davide Bertoni (1998)
- Nora, regia di Pat Murphy (2000)
- Tobia al caffè, regia di Gianfranco Mingozzi (2000)
- Il mandolino del capitano Corelli, regia di John Madden (2001)
- Paz!, regia di Renato De Maria (2002)
- Due amici, regia di Spiro Scimone e Francesco Sframeli (2002)
- A cavallo della tigre, regia di Carlo Mazzacurati (2002)
- El Alamein - La linea del fuoco, regia di Enzo Monteleone (2002)
- Le valigie di Tulse Luper - La storia di Moab (The Tulse Luper Suitcases, Part 1: The Moab Story), regia di Peter Greenaway (2003)
- The Tulse Luper Suitcases, Part 3: From Sark to the Finish, regia di Peter Greenaway (2003)
- Il fuggiasco, regia di Andrea Manni (2003)
- L'amore ritrovato, regia di Carlo Mazzacurati (2004)
- Hotel Rwanda, regia di Terry George (2004)
- La vita che vorrei, regia di Giuseppe Piccioni (2004)
- 4-4-2 - Il gioco più bello del mondo episodio "Meglio di Maradona", regia di Michele Carrillo (2006)
- Mi fido di te, regia di Massimo Venier (2007)
- Lezioni di volo, regia di Francesca Archibugi (2007)
- 7/8 - Sette ottavi, regia di Stefano Landini (2007)
- Notturno bus, regia di Davide Marengo (2007)
- Detesto l'elettronica stop, regia di Cosimo Messeri (2008)
- Scontro di civiltà per un ascensore a Piazza Vittorio, regia di Isotta Toso (2009)
- Generazione 1000 euro, regia di Massimo Venier (2009)
- Le ombre rosse, regia di Francesco Maselli (2009)
- C'è chi dice no, regia di Giambattista Avellino (2010)
- Passannante, regia di Sergio Colabona (2011)
- Io sono Li, regia di Andrea Segre (2011)
- Il giorno in più, regia di Massimo Venier (2011)
- Aspirante vedovo, regia di Massimo Venier (2013)
- Zoran - Il mio nipote scemo, regia di Matteo Oleotto (2013)
- La sedia della felicità, regia di Carlo Mazzacurati (2013)
- La macchinazione, regia di David Grieco (2016)
- Come diventare grandi nonostante i genitori, regia di Luca Lucini (2016)
- Una nobile causa, regia di Emilio Briguglio (2016)
- L'ordine delle cose, regia di Andrea Segre (2017)
- Finché c'è prosecco c'è speranza, regia di Antonio Padovan (2017)
- Notti magiche , regia di Paolo Virzì (2018)
- Il grande passo, regia di Antonio Padovan (2019)
- Letto numero 6, regia di Milena Cocozza (2019)
- Odio l'estate, regia di Massimo Venier (2020)
- Diabolik, regia dei Manetti Bros. (2020)
- Welcome Venice, regia di Andrea Segre (2021)
- Trafficante di virus, regia di Costanza Quatriglio (2021)
- Il grande giorno, regia di Massimo Venier (2022)
- Billy, regia di Emilia Mazzacurati (2023)
- Io vivo altrove!, regia di Giuseppe Battiston (2023)
- Berlinguer - La grande ambizione, regia di Andrea Segre (2024)
- Conclave, regia di Edward Berger (2024)
- Come fratelli, regia di Antonio Padovan (2025)

#### Televisione
- Uno di noi – serie TV, episodio "Il diritto alla felicità" (1996)
- Un giorno fortunato, regia di Massimo Martelli – miniserie TV (1997)
- Don Milani - Il priore di Barbiana, regia di Andrea e Antonio Frazzi – miniserie TV (1997)
- Baldini e Simoni, regia di Stefano Sarcinelli e Ranuccio Sodi – serie TV (1999)
- Torniamo a casa, regia di Valerio Jalongo – film TV (1999)
- Distretto di Polizia – serie TV, 15 episodi (2001-2002)
- Best of Both Worlds – serie TV (2001)
- Il papa buono, regia di Ricky Tognazzi – miniserie TV (2003)
- Don Gnocchi - L'angelo dei bimbi, regia di Cinzia TH Torrini – miniserie TV (2004)
- Maigret, regia di Renato De Maria, episodio L'ombra cinese (2004)
- Amiche, regia di Paolo Poeti – miniserie TV (2004)
- Papa Luciani - Il sorriso di Dio, regia di Giorgio Capitani – miniserie TV (2006)
- I figli strappati, regia di Massimo Spano – miniserie TV (2006)
- Don Matteo – serie TV, 1 episodio (2006)
- Medicina generale – serie TV, 26 episodi (2007-2010)
- L'ispettore Coliandro 2 – serie TV (2009)
- Preferisco il paradiso, regia di Giacomo Campiotti – miniserie TV (2010)
- I Cesaroni – serie TV, episodio 4x16 (2010)
- Fuoriclasse – serie TV (2011)
- Mai per amore episodio: Ragazze in web, di Marco Pontecorvo – miniserie TV (2012)
- Maria di Nazaret, regia di Giacomo Campiotti – miniserie TV (2012)
- Non è mai troppo tardi, regia di Giacomo Campiotti – miniserie TV (2014)
- Le mani dentro la città, regia di Alessandro Angelini – serie TV (2014)
- Ragion di Stato, regia di Marco Pontecorvo – miniserie TV (2015)
- Alex & Co – sitcom (2015-2016)
- In arte Nino, regia di Luca Manfredi – film TV (2016)
- Il cacciatore, regia di Stefano Lodovichi, Davide Marengo e Fabio Paladini – serie TV (2018-2021)
- Nero a metà, regia di Marco Pontecorvo – serie TV, 5 episodi (2018)
- La porta rossa - Seconda stagione, regia di Carmine Elia – serie TV (2019)
- Al posto suo, regia di Riccardo Donna – film TV (2020)
- Chiara Lubich - L'amore vince tutto, regia di Giacomo Campiotti – film TV (2021)
- The Good Mothers, regia di Julian Jarrold e Elisa Amoruso – serie TV, 4 episodi (2023)
- Stucky, regia di Valerio Attanasio – serie TV, episodio 1x03 (2024)
- Libera, regia di Gianluca Mazzella (2024)

#### Cortometraggi
- La scarpa, regia di Enrico Jacovoni, premio Rossellini 2000
- Chi ci ferma più, regia di Claudio Cupellini, Centro sperimentale di cinematografia (2002)
- Voce Off, regia di Valentina Zincati (2002)
- Can Can, regia di Matteo Oleotto, Centro sperimentale di cinematografia (2004)
- L'intruso, regia di Filippo Meneghetti (2011)
- Quell'estate al mare, regia di Anita Rivaroli e Irene Tommasi, Centro sperimentale di cinematografia (Mi) (2013)
- Né leggere né scrivere, regia di Edoardo Ferraro, Centro sperimentale di cinematografia (2016)
- Così in terra, regia di Lorenzo Pisano, Centro sperimentale di cinematografia (2018)
- Mon clochard, regia di Gianmarco Pezzoli (2019)
- Chloe con Charithra Chandran regia Matthias Salzburger (2024)

### Regista
- Stranieri in patria, regia con Gianni Ferraretto, testi di Marco Pettenello – documentario sulle emigrazioni venete (2007)
- Viaggio nel bullismo, regia con Gianni Ferraretto – documentario sulla violenza giovanile (2011)

## Teatro
- Freak e gli ultimi Freaks, con Roberto Freak Antoni (1992)
- Risate selvagge, testo di Christopher Durang (1993)
- Il mistero dei bastardi assassini, regia di Guglielmo Ferro (1993)
- A volte ritornano, regia di Massimo Martelli (1994)
- Ciao nudo, monologo di Roberto Citran, regia di Alessandro Bressanello (1997)
- I dialoghi di Ruzante, co-regia con Alessandro Bressanello (2002)
- Dialoghi facetissimi, testi di Ruzante e Marco Franzoso, regia di Alessandro Tognon (2003)
- Westwood dee-jay, il miracolo del nord-est, monologo di Marco Franzoso, regia di Roberto Citran (2004)
- Sentieri sotto la neve di Mario Rigoni Stern, adattamento teatrale di Roberto Citran, regia di Titino Carrara (2005)
- Il frutto amaro di Pasquale Chessa, regia di Gianfranco Pannone (2006)
- La vita agra, la storia di Tina Modotti, di Francesco Niccolini, regia di Beppe Arena (2006)
- Il campo della gloria, monologo scritto da Roberto Citran e Francesco Niccolini, liberamente tratto dal libro Un numero un uomo di Franco Varini, regia di Beppe Arena (2007)
- Il sogno, monologo liberamente tratto da Il sogno di una cosa di Pier Paolo Pasolini, regia di Massimo Somaglino (2009)
- Se non ci sono altre domande, testo e regia di Paolo Virzì (2011)
- Nel nome del padre, monologo di Claudio Fava, regia di Ninni Bruschetta (2013)
- Le ho mai raccontato del vento del nord di Daniel Glattauer, regia di Paolo Valerio (2014)
- La scuola di Domenico Starnone, regia di Daniele Luchetti (2014-15-16-17-18)
- Il solito viaggio di Matteo Oleotto e Filippo Gili (2016-17)
- Miss Marple: giochi di prestigio, adattamento teatrale di Edoardo Erba, regia di Pierpaolo Sepe (2018-19)
- Le verità di Bakersfield, regia di Veronica Cruciani (2019-20)
- Tartini, la morte e il diavolo, testo di Sergio Durante, con Federico Guglielmo (violino), Roberto Loreggian (clavicembalo), F. Galligioni (violoncello), D. Cantalupi (Liuto) (2019-2020)

## Opere letterarie
Pubblica alcuni racconti per la Feltrinelli nella raccolta Il Semplice, rivista diretta da Gianni Celati e Ermanno Cavazzoni.
Per la Gallucci Edizioni il testo per ragazzi Ciao Nudo, illustrazioni di Franco Matticchio.

## Riconoscimenti
- David di Donatello
  - 1989 – Candidatura al miglior attore non protagonista per Piccoli equivoci
  - 1995 – Candidatura al miglior attore non protagonista per Il toro
  - 2025 – Candidatura al miglior attore non protagonista per Berlinguer - La grande ambizione

- Attore rivelazione dell'anno alla manifestazione per Luchino Visconti (Premio Persona Ischia 1989)
- Candidato ai Nastri d'argento 1990 come migliore attore protagonista per Il prete bello
- Vincitore della Coppa Volpi come miglior attore non protagonista al Festival di Venezia 1994 per Il toro
- Premio Libero Bizzarri per il miglior documentario 2008 per la regia di Stranieri in patria